# Cesarstwo Wielkiej Japonii

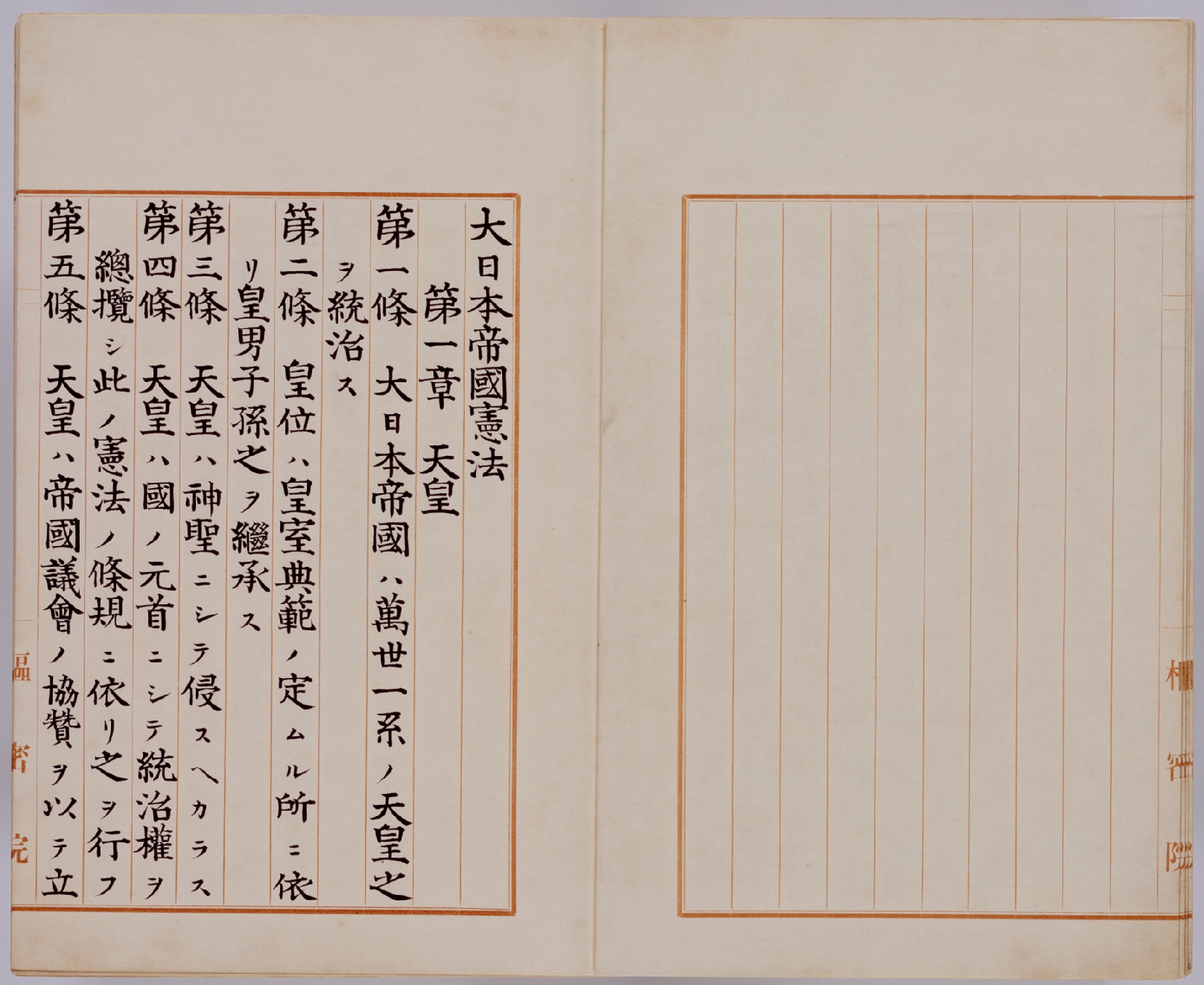
I Rozdział (Cesarz) i pierwsze pięć artykułów konstytucji Meiji, tytuł dokumentu – Dai-Nippon Teikoku Kenpō – w pierwszej kolumnie od prawej

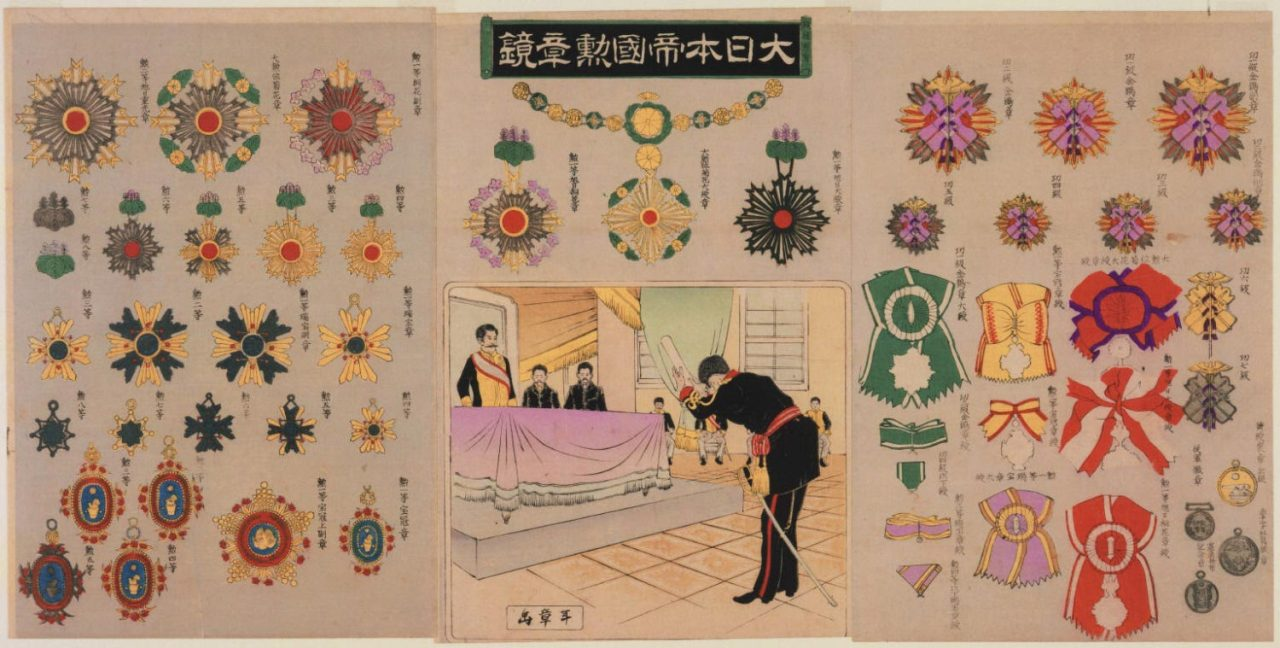
Toshiaki Yūsai (1864–1921), Tablica odznaczeń Cesarstwa Wielkiej Japonii, opubl. 1895

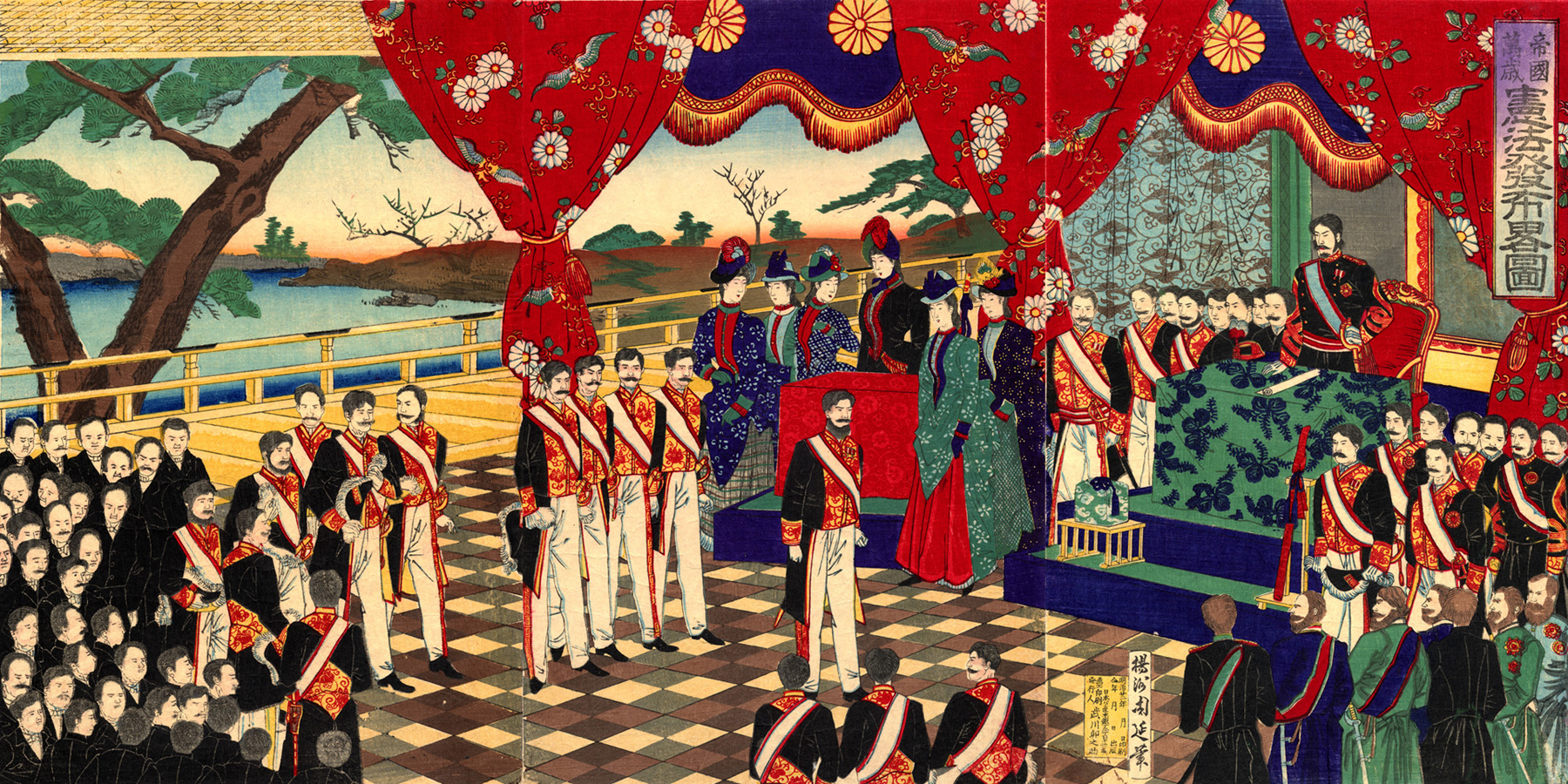
Chikanobu Toyohara (1838–1912), Proklamacja konstytucji, 1889

Cesarstwo Wielkiej Japonii (jap. dawna pisownia: 大日本帝國, obecna: 大日本帝国 Dai-Nippon Teikoku; Dai-Nihon Teikoku) – oficjalna nazwa państwa japońskiego w okresie od 29 listopada 1890 do 2 maja 1947.  

## Pierwsza konstytucja
Nazwa Dai-Nippon Teikoku została użyta w tytule konstytucji Meiji przyjętej w 1889 roku (weszła w życie rok później), a której pełna nazwa to: 大日本帝国憲法 Dai-Nippon Teikoku Kenpō.
Była to pierwsza konstytucja Japonii i jednocześnie pierwsza nowoczesna konstytucja w Azji. Przy jej tworzeniu skorzystano ze wzorów europejskich, ale przystosowano je do japońskich realiów i tradycji. Podstawą stała się konstytucja Prus z 1850 roku, gdyż podkreślano w niej pozycję monarchy, co było oczywiste dla Japończyków widzących „boskiego i nietykalnego” cesarza ponad wszystkim. Tylko „wieczny cesarz z nieprzerwanej od tysięcy pokoleń linii dynastycznej”, pochodzącej od bogini słońca Amaterasu, mógł stać na czele wielkiej japońskiej rodziny.

## Godło i herb
Złota, podwójna chryzantema o 16 płatkach (i kolejnych 16, widocznych na zewnętrznej krawędzi), symbol (kamon, herb, 菊の御紋 Kiku no Gomon) cesarza i rodziny cesarskiej (załączona w infoboksie) jest zwyczajowym, a nie oficjalnym godłem państwa.
Na konferencji dotyczącej doskonalenia międzynarodowego systemu transportowego (Paris Conference on Passports & Customs Formalities and Through Tickets), która została zorganizowana przez Ligę Narodów w Paryżu w 1920 roku, przyjęto ujednolicony na szczeblu międzynarodowym styl umieszczania godła narodowego na środku przedniej okładki paszportu (zeszytowego). Ze względu na to, że Japonia nie posiadała godła państwowego, wprowadzono w 1926 roku uproszczony wzór pojedynczej chryzantemy, bez zewnętrznej krawędzi.

## Opis
Gwałtowna industrializacja i militaryzacja kraju doprowadziły do uzyskania przez Japonię pozycji mocarstwa. Wynikiem prowadzonej przez państwo polityki ekspansjonizmu i kolonializmu był udział Japonii w licznych wojnach: I wojnie chińsko–japońskiej (1894–1895), wojnie rosyjsko–japońskiej (1904–1905), I wojnie światowej (1915–1918), II wojnie chińsko-japońskiej (1937–1945) oraz II wojnie światowej (1941–1945). Doprowadziły one do powstania rozległego imperium liczącego u szczytu swojej potęgi ponad 7,4 mln km², obejmującego, poza Wyspami Japońskimi, znaczne obszary w Chinach, Azji Południowo-Wschodniej i Oceanii. W 1940 roku do władzy doszło skrajnie prawicowe Stowarzyszenie Wspierania Władzy Cesarskiej (Taisei-yokusankai, 1940–1945), co nasiliło japoński imperializm.
Udział w II wojnie światowej, który początkowo umożliwiał Japonii znaczną ekspansję terytorialną, ostatecznie zakończył się upadkiem imperium i trwającą siedem lat okupacją kraju przez wojska amerykańskie.
W dniu 3 maja 1947 roku weszła w życie nowa Konstytucja Japonii (日本国憲法 Nihon-koku Kenpō lub Nippon-koku Kenpō), ustawa zasadnicza zwana także Konstytucją Shōwa (昭和憲法 Shōwa-kenpō).

## Japońskie posiadłości i terytoria zależne w latach 1872–1945

### Azja Wschodnia
- Wyspy Riukiu (1872–1945; 1972-)
- Wyspy Kurylskie (1875–1945)
- Port Arthur (1894–1895; 1905–1945)
- Formoza (1895–1945)
- Korea (1910–1945)
- Karafuto (Sachalin; część południowa: 1905–1945; część północna: 1920–1925)
- Kiauczou (1914–1920; 1938–1945)
- Kazan Rettō (1891–1945; 1968-)
- Mandżukuo (1931–1945)
- Mengjiang (1936–1945)
- Strefa Kolei Południowomandżurskiej (1905–1935)
- Tiencin (1895–1945)
- Weihai (1895–1898)
- wschodnie Chiny (1937–1945)
- Hongkong (1941–1945)

### Azja Południowo-Wschodnia
- Andamany i Nikobary (1942–1945)
- Birma (1942–1945)
- Borneo Północne (1942–1945)
- Brunei (1942–1945)
- Filipiny (1942–1945)
- Holenderskie Indie Wschodnie (1942–1945)
- Kambodża (1941–1945)
- Laos (1941–1945)
- Malaje (1942–1945)
- Nowa Gwinea Australijska (1942–1944)
- Papua (1942–1943)
- Sarawak (1941–1945)
- Singapur (1942–1945)
- Tajlandia (1940–1945)
- Timor Portugalski (1942–1945)
- Wietnam (1940–1945)
- Wyspa Bożego Narodzenia (1942–1945)
- Wyspy Paracelskie (1939–1944)
- Wyspy Spratly (1941–1945)

### Wyspy Oceanu Spokojnego
- Attu i Kiska (1942–1943)
- Banaba (1942–1945)
- Guam (1941–1944)
- Karoliny (1914–1944)
- Mariany Północne (1914–1944)
- Nauru (1942–1945)
- Ogasawara (1876–1945; 1968-)
- Palau (1914–1944)
- Wake (1941–1945)
- Wyspy Gilberta (1941–1943)
- Wyspy Marshalla (1914–1944)
- Wyspy Salomona (1942–1943)